# Wielkie (Poznań)
Wielkie – niewielka część Poznania położona na jego północno-zachodnich krańcach, w obrębie osiedla samorządowego Kiekrz. Od południa sąsiaduje z Chybami. Na północ od Wielkiego wcina się zatoka Jeziora Kierskiego (uchodzi tu Przeźmierka).

## Topografia

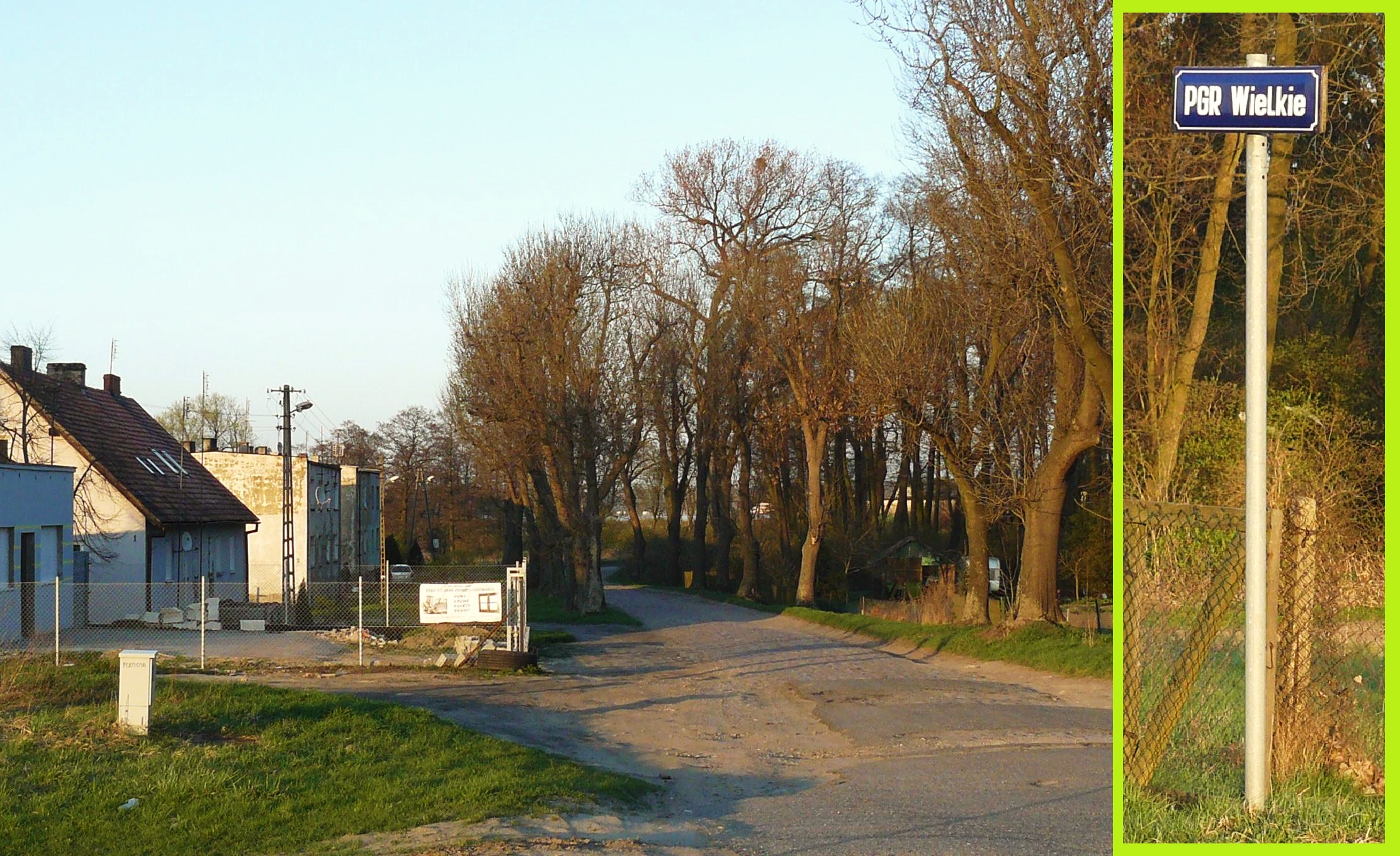
Wielkie od strony ówczesnego odcinka drogi nr 184 (2011)

W skład wyznaczonego obszaru wchodzi zespół dworski otoczony parkiem oraz zespół folwarczny z zabudową gospodarczą. Do dworu prowadzi brukowana droga, jesionowa aleja. Jedyną nazwaną ulicą Wielkiego jest ul. Nad Przeźmierką (do 11 lipca 2017 roku PGR Wielkie), odchodząca od bezimiennej drogi powiatowej łączącej Przeźmierowo z Napachaniem (i zachodnią obwodnicą Poznania w ciągu S11), która do 2020 roku była częścią drogi wojewódzkiej  nr 184. W miejscu ich styku znajduje się przystanek „Wielkie n/ż” dla autobusów linii podmiejskich.

## Historia
Wieś szlachecka położona była w 1580 roku w powiecie poznańskim województwa poznańskiego. 
1 stycznia 1987 r. przyłączono do Poznania część wsi Wielkie o powierzchni 300,05 ha z gminy Rokietnica. 
W latach 1987–1990 Wielkie należało do dzielnicy Jeżyce. Od 1992 r. należy do osiedla Kiekrz.